# Mehdi Ballouchy
Mehdi Ballouchy (in arabo مهدي بلوشي‎?; Casablanca, 6 aprile 1983) è un allenatore di calcio ed ex calciatore marocchino,  di ruolo centrocampista, vice allenatore del New York City.

## Carriera

### Club
Dopo essere stato al Boulder Rapids Reserve, nel 2006 firma un contratto con il Real Salt Lake. Durante il suo tempo con i Royals ha fatto 46 presenze e ha segnato 2 gol.
Dopo aver trascorso due anni nello Utah, nel luglio 2007 è stato ceduto ai Colorado Rapids scambiandolo per Kyle Beckerman. Durante il suo tempo nella squadra, ha giocato principalmente come centrocampista offensivo, ma anche come esterno destro. Con i Colorado Rapids ha giocato in 77 partite di campionato, segnando 7 gol. La sua stagione più produttiva ai Rapids è stata nel 2009, quando ha giocato 28 partite segnando 2 gol.
Il 14 settembre 2010, viene acquistato dal New York Red Bulls in cambio di Macoumba Kandji ai Colorado Rapids su richiesta dell'allenatore dei Red Bulls, Hans Backe, che aveva bisogno di un centrocampista offensivo.
Il 18 novembre 2016 si ritira dal calcio giocato.

### Allenatore
Il 10 luglio 2017 viene ingaggiato come allenatore dell'Under-15 dei New York City.

### Nazionale
Ballouchy ha giocato per la Nazionale marocchina Under-16 e per la Nazionale Under-17, prima di trasferirsi negli Stati Uniti all'età di 16 anni. Attualmente possiede il passaporto statunitense, ma è in processo per diventare un cittadino degli USA.

## Palmarès

### Club

#### Competizioni nazionali
- Campionato MLS: 1

Colorado Rapids: 2010